# Мандрыки (блюдо)

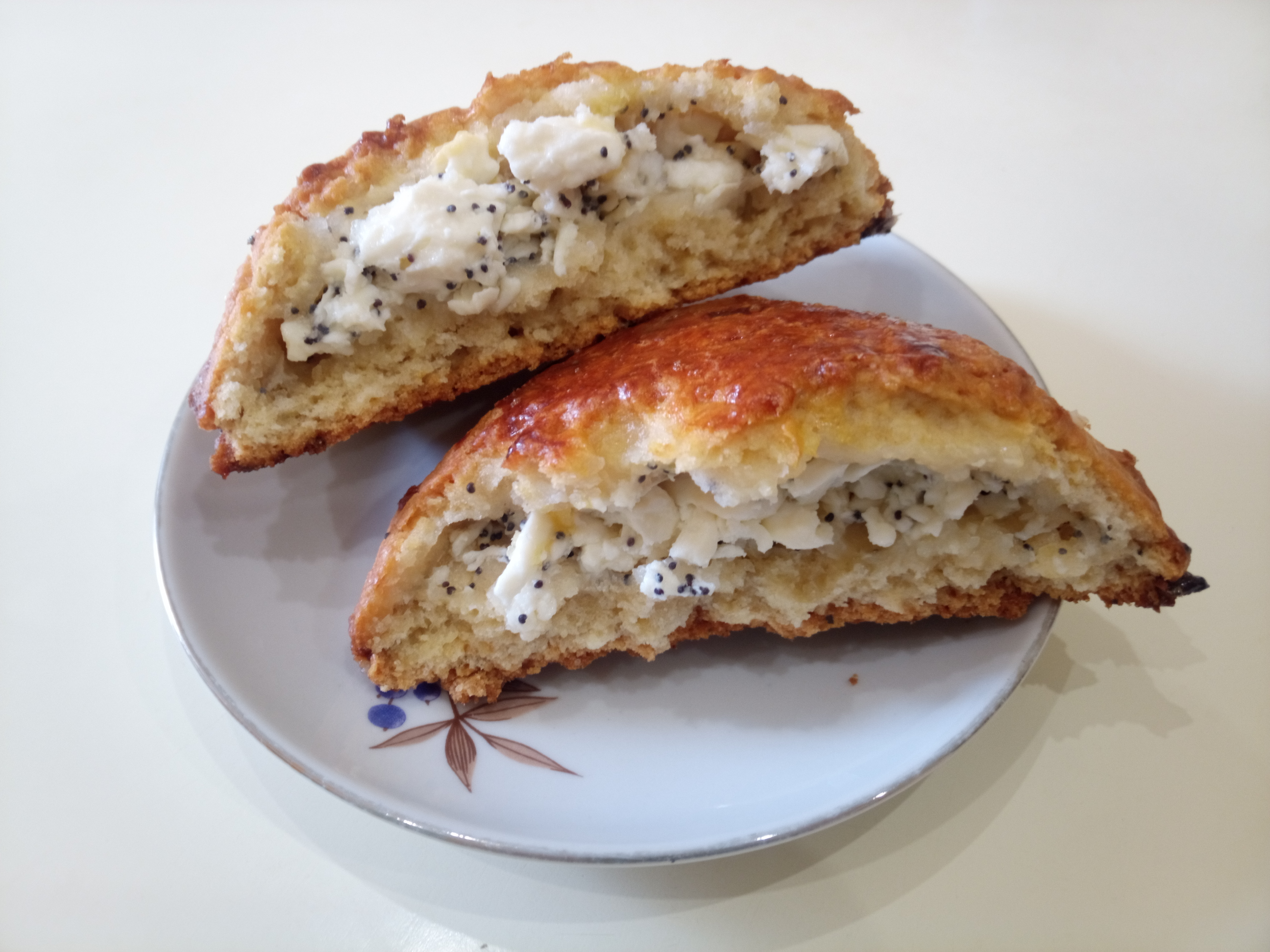
Творожная начинка мандрыки.

Мандрыки или мандрыги (от пол. małdr — «мера зерна») — украинские пампушки или коржики, которые готовили из сметаны (сливочного масла) и творога, пшеничной муки и яиц . В Украине ими угощали на христианский праздник в честь апостолов Петра и Павла 12 июля. День Петра и Павла в народе знаменует окончание купальских праздников, «макушки лета» и летних свадеб, прощание с весной и подготовку к сенокосу .
Выпекали эти небольшие лепёшки из пшеничного теста, собранной во время Петровки пахты и переваренной сыворотки, а также добавляли творог и яйца. Готовые поливали мёдом или смазывали вареньем.
Название этих изделий в народе связывали с легендой о странствиях миром апостолов Петра и Павла, у которых кукушка украла одну «мандрику» и за это ее Бог наказал, именно в это время она перестает ковать. Еще люди по этому поводу говорили, что кукушка «мандрикой подавилась» , но если её было слышно и после Петра, то это, считали, к несчастью. Лепёшки раздавали пастухам, поскольку считалось, что это их праздник .
В Карпатах и на Прикарпатье пастухи устраивали праздник на выгонах и долинах: пекли мандрики, веселились, соревновались, танцевали. Проводили обряд «копания Петра», когда выкапывали в земле по периметру квадратную канаву (куда, сев, можно было опустить ноги), а внутри на траве накрывали «стол» с блюдами. Пели песни.